# Болин, Томми
Томас Ричард Болин (англ. Thomas Richard Bolin; 1 августа 1951, Су-Сити, Айова, США — 4 декабря 1976, Майами, Флорида, США) — американский гитарист, автор песен.
Сотрудничал с группами Zephyr (с 1969 по 1971 год), Energy (с 1971 по 1973 год), James Gang (с 1973 по 1974 год), Moxy (1975 год) и Deep Purple (с 1975 по 1976 год), джаз-роковыми легендами Билли Кобэмом, Альфонсом Музоном, Яном Хаммером.
Для музыки Болина характерно сочетание силы и утонченной красоты. Будучи новатором в работе со звуком, в молодом возрасте завоевал признание в среде джазовых и рок-музыкантов. Среди музыкантов, бывших постоянными слушателями Томми Болина и отметивших его влияние на формирование джаз-рока, — Джон Маклафлин и Джефф Бек.

## Биография
Томми Болин родился Су-Сити, штат Айова. Он был первым ребёнком в семье Ричарда и Барбары Болин. Связать карьеру с рок-музыкой он решил ещё в детстве, когда увидел по телевизору выступление Элвиса Пресли. В подростковом возрасте он решил брать уроки игры на гитаре, однако вскоре забросил, так как его учитель настаивал, чтобы тот начинал учиться на гавайской гитаре. В 12 лет научился играть на ударной установке, затем два года он увлекался игрой на органе и вновь вернулся к гитаре. Гитарист-самоучка. Играл в местных кавер-группах. Был изгнан из школы за длинные волосы и в 16 лет перебрался в Денвер, поиграв в группе «American Standard» (в репертуар группы в числе прочего входила «Purple Haze» Джими Хендрикса) и с блюзменом Лонни Маком.

### Zephyr
В 1969 году вошёл в состав денверской группы «Ethereal Zephyr» (позднее — просто «Zephyr»), вместе с которой записал два альбома — «Zephyr» (1969) и «Going Back to Colorado» (1971), первый из которых попал в американский Топ-50. Группа несколько раз играла на разогреве у Grateful Dead. В этот период Болин получил признание в музыкальной среде благодаря новаторскому стилю игры и мастерскому владению гитарными эффектами Echoplex. Болин покинул группу в 1971 году, но в 1973 году Zephyr дал несколько «воссоединительных» концертов с Томми.
В одном из интервью Дэвид Гивенс признавал за группой употребление наркотиков (впоследствии сгубивших и вокалистку Кэнди Гивенс, и Болина, который, в частности, принимал тетрагидроканнабинол).

### Energy
В 1971 году основал собственную джаз-роковую группу «Energy». В создании группы принял участие барабанщик «Zephyr» Бобби Бёрджи. Концерты Energy открывались инструменталом «Hoka-Hay». По рассказам вокалиста Джеффа Кука, группа имела слишком авангардное звучание и импровизационный подход, чтобы получить контракт. Сохранились концертные записи и нереализованный студийный альбом, увидевший свет в 90-е годы. Гитарное соло в демоверсии композиции «Dreamer» Томми неоднократно называл своим лучшим соло.

### Billy Cobham
В 1971 году выдающийся джазовый музыкант Билли Кобэм пригласил Томми участвовать в записи альбома Spectrum в студии Джими Хендрикса Electric Lady. Этот диск, выпущенный в октябре 1973 года, считается эталоном стиля фьюжн. В записи принимал участие выдающийся джаз-роковый музыкант Ян Хаммер («Mahavishnu Orchestra»). Записи альбома предшествовали сессии с флейтистом Джереми Стигом (эти записи, включающие оригинальную версию сочинения Яна Хаммера «Sister Andrea» из репертуара «Mahavishnu Orchestra» доступны на сборниках «Tommy Bolin From the Archives», vol.1 и vol.2). К этому же периоду относятся совместные выступления Болина с Джереми Стигом в нью-йоркских клубах, частью доступные на сборнике «Fever».
Гитарное соло Томми из композиции «Quadrant 4» с альбома «Spectrum» вошло в список «100 величайших гитарных соло всех времён» по версии журнала Classic Rock.

### James Gang
В августе 1973 года Болин принял предложение коммерчески успешной группы «James Gang», заменив ушедшего лидера Джо Уолша. Альбом «Bang» (1973) года был практически полностью составлен из композиций, сочинённых Болином. Здесь же состоялся дебют Болина-вокалиста (Alexis). Композиция «Must be Love» занимала высокие позиции в американских чартах.
В следующем году свет увидел альбом «Miami», снова содержавший облегчённые версии композиций «Energy» (Red Skies). Болин исполнил «Spanish Lover». В августе 1974 года Болин покинул «James Gang» для организации сольной карьеры: «Мне в этой группе не особенно нравилось — это было сборище отдельных личностей, а не цельный коллектив, и такая ситуация сказывалась на моей игре».

### Alphonse Mouzon
В декабре 1974 года Болин участвовал в записи ещё одного классического альбома жанра фьюжн — «Mind Transplant» — барабанщика Альфонса Музона, известного участием в первом составе группы «Weather Report», проекте Ларри Корьелла «The Eleventh House», концертах Жако Пасториуса и пр. Альфонс Музон являл собой, по его собственным словам, «Лос-Анджелесскую альтернативу» лидерам Нью-Йоркской джаз-роковой сцены барабанщикам Билли Кобэму и Нараде Майклу Уолдену. Примечательно, что оба сольных альбома двух выдающихся джазовых барабанщиков, в которых принял участие Болин, считаются наиболее успешными в их дискографиях. Валерий Кучеренко (Classic Rock) писал, что «под мудрым руководством Майлза Дэвиса Томми выдал ряд революционных риффов, опередивших то, что было впоследствии сделано Джеффом Беком на пластинке Blow by Blow».

### Moxy
В начале 1975 года, работая над своим сольным альбомом в студии Sound City, Болин был приглашён работавшей в соседней комнате группой Moxy сессионно поучаствовать в их пластинке (из-за размолвки между гитаристом Эрлом Джонсом и продюсером группы). Болин был очень впечатлён звучанием Moxy и немедленно согласился. Группе пришёлся по вкусу звук сдвоенных гитар, и они взяли дополнительного гитариста, чтобы воплощать студийный звук на концертах.

### Teaser
В апреле 1975 года Болин заключил контракт с Nemperor Records. Незадолго до встречи с Deep Purple Болин начал работу над своим первым сольным альбомом «Teaser» (что впоследствии порождало вопросы между менеджерами музыкантов). В записи участвовали такие звёзды рок- и фьюжн-, как Ян Хаммер, Джефф Поркаро, Дэвид Сэнборн, Фил Коллинз, Гленн Хьюз, Нарада Майкл Уолден. По первоначальному плану альбом планировался как двойной — для первой пластинки планировались песни, а для второй — инструментальные пьесы. В итоге свет увидела одна пластинка с 9 классическими композициями разных лет. Альбом получил восторженные отзывы критиков и музыкантов.

### Deep Purple
Летом 1975 года Томми Болин был приглашён на прослушивание в английскую группу Deep Purple, чтобы заменить гитариста Ричи Блэкмора. Инициатива исходила от Дэвида Ковердэйла,
пришедшего в восторг от композиции «Quadrant 4» с альбома Билли Кобэма «Spectrum». Из репертуара Deep Purple Болин на тот момент знал только «Hush» и «Smoke on the Water». Прослушивание прошло в Pirate Sound Studios, в Голливуде. Группа встретила его «нарочито прохладно», однако Томми выкрутил рукоятки усилителей на полную громкость, и после пяти-шести его аккордов прослушивание превратилось в общий джем-сейшн, по окончании которого Болин был утверждён.

«У него были все задатки рок-звезды: подходящий настрой, манера поведения, хладнокровие, бравада… Самонадеянность и экстравагантность били из него фонтаном. Он ничуть не походил на Ричи Блэкмора, ибо имел свою ауру, мгновенно убедившую нас, что без него нам просто не обойтись».— Гленн Хьюз
По версии самого Болина, его порекомендовал Ричи Блэкмор, однако сам Блэкмор не подтвердил это, сказав лишь, что он хорошо отзывался о Болине как о гитаристе.
Болин записал с группой альбом Come Taste the Band, вышедший в октябре 1975 года. Альбом состоял преимущественно из композиций Болина и Ковердейла (в частности, «Lady Luck» была композицией Болина периода «Energy»). По словам Джона Лорда, Томми был «куда более весёлым и открытым человеком, чем Блэкмор, и это повлияло на атмосферу в группе». Об употреблении Болином героина группа на тот момент не знала.

Томми на концерте Deep Purple. Япония, 1975 год

В конце года «Deep Purple» начали мировое турне. Наиболее успешными были концерты в Австралии, Новой Зеландии и США (концертный альбом Live at Long Beach 1976), однако сказывалось злоупотребление наркотиками Болином и Хьюзом. «У нас были ребята, которым нужна была помощь, чтобы просто выйти на сцену», — вспоминал Иэн Пейс. «В таких обстоятельствах сложно держать себя в руках. Быть в группе перестало быть веселым». Печально известным стал концерт в Японии 15 декабря 1975 года, во время которого Болин не мог полноценно двигать пальцами руки (употребив героин внутривенно, и после неудачной инъекции не смог полноценно работать правой рукой, до этого героин употреблял интраназально, проспав на ней 8 часов перед выходом на сцену) — выступление было профессионально снято и выпущено на пластинках и на видео, невзирая на протесты группы. «Домашний» для Болина концерт 4 марта 1976 года (в Денвере, штат Колорадо), по словам журналиста Rocky Mountain Musical Express, никак не отразился на его игре и настроении. К необходимости исполнять «старый» материал Deep purple в оригинальном звучании Томми подходил с неохотой. В Великобритании группа столкнулась с недовольством аудитории новым гитаристом, стиль игры которого отличался от ожидаемого. Концерты в марте 1976 года в Лондоне и Ливерпуле были практически сорваны публикой, требовавшей более привычного Блэкмора

«Очень печально, что присоединяясь к этим группам (James Gang, Deep Purple), Томми всегда был заменой. Ему было очень тяжело находиться на сцене и слышать: „Джо Уолш!“ или „Где Ричи?“ Это преследовало его во время английского турне — ‘Где Ричи?’… — знаете, и свист из зала. Он играл ужасно, он был несчастен ровно так, как на него реагировали. Приём был жалким, и его выступление было жалким».— Карен Улибарри-Хьюз, подруга Болина
По версии ряда изданий, после неудачного концерта в Ливерпуле Ковердейл, Лорд и Пейс решили прекратить существование Deep Purple, однако из следующего интервью Болина видно, что он, наконец, взял паузу для сольного тура в поддержку альбома Teaser:

 «Не думайте, что я официально уже не в составе Deep Purple. Я просто сказал им, что освобожусь к концу месяца, но они ничего не написали мне, ничего не предпринимали. Только один человек из них присутствовал на моём дебютном выступлении (концерт „Tommy Bolin Band“ в зале „The Roxy Theater“, West Hollywood, CA) — Иэн Пейс, с которым у нас были, наверное, наиболее отдалённые отношения. Я всё ещё не знаю толком, каково моё положение в группе. После того, как я покинул тур, они не звонили мне, не писали и, так или иначе, я чувствую, что менеджмент просто использовал меня, потому что если вы в ком-то заинтересованы — вы предпринимаете что-то по отношению к нему. Ну, сколько стоит, например, отправить телеграмму? Нисколько по сравнению с теми деньгами, которые они имеют; но они не сделали и этого. И знают об этом. Они знают, что происходит, но люди, какие они ни есть, — они такими же и остаются…».
Оригинальный текст (англ.) “Don’t think I’m officially out of Purple. I just said ‘Look I’ll be available at the end of the month, but right now, since you haven’t written me, since you haven’t done anything… The only person who came to see me,” when Bolin debuted his own band at the Roxy in L.A. “was Ian Paice, and we were probably the most distant. I still don’t really know where I stand. Since I left the tour, they haven’t called me, they haven’t written me a letter, and somehow I feel like the management were using me, you know, because if you care about a person you do these things. I mean, what’s it cost to send a telegram? Nothing compared to the money they have and they didn’t even do that. And they knew. They knew what was going on, but people will be people, and they’re the kind of people.”— SOUNDS MAGAZINE, 3 июля 1976, автор интервью Питер Крезенти (Peter Cresenti).
Летом 1976 года Deep Purple прекратили существование.

### Tommy Bolin Band
Болин дал выступления со Стивом Мариоттом и Робином Тровером. Весной 1976-го Болин сформировал «Tommy Bolin Band» — супергруппу с участием вдохновителя стиля ранних Deep Purple, лидера Vanilla Fudge клавишника Марка Штайна, знаменитого барабанщика Нарада Майкла Уолдена (Mahavishnu Orchestra), саксофонистки Нормы Джин Белл (ex-Frank Zappa), басиста Реджи МакБрайда (ex-Stevie Wonder). В июне группа приступила к записи второго альбома Томми Болина «Private Eyes», вышедшего в сентябре.
Первоначальный план снова предполагал выход двойного альбома — теперь уже одна из пластинок должна была содержать кавер-версии композиций Болина, записанных с другими коллективами — Alexis и т. д. И снова выпущена была лишь одна пластинка. Соавтором нескольких композиций снова выступил вокалист «Energy» Джефф Кук. В записи также принял участие барабанщик «Zephyr» и «Energy» Бобби Бёрджи. В новом турне принимали участие брат Томми барабанщик Джонни Болин (сотрудничал с «Black Oak Arkanzas»), басист Джимми Хэслип («Yellowjackets»), клавишник Макс Карл Гроненталь (сотрудничал с Родом Стюартом, Элтоном Джоном, Джо Кокером). Тур проходил совместно с Джеффом Беком и Питером Фрэмптоном.

### Смерть
После концерта в Майами, который состоялся вечером 3 декабря, отвечая на реплику журналиста: «Берегите себя», Томми сказал: «Я берегу себя всю свою жизнь. Не беспокойтесь обо мне. Я ещё долго буду обретаться здесь». В ту же ночь он скончался в гостиничном номере в «Newport Resort Hotel» в Майами от сердечного приступа, спровоцированного передозировкой героина и других веществ, включая алкоголь, кокаин и барбитураты. Джефф Бек, с которым у Болина были совместные гастроли, узнав об этой трагедии, сказал:

«Игра Томми Болина на гитаре на Spectrum просто фантастическая. Какая печальная потеря; он был в с нами туре, когда мы выступали с Яном [Хаммером] в 1976 году, и Томми умер после первой ночи тура в Майами. Я услышал новости на следующее утро».— Джефф Бек, Guitar World
Томми Болин похоронен в Sioux City, штат Айова.

## Использованное оборудование
Томми Болин использовал гитары Fender Telecaster, Fender Stratocaster, Gibson Les Paul, Ibanez Destroyer, Yamaha SX900. Педаль Sam Ash Fuzzz Boxx, эхо-машину Echoplex EP-3 и Sculte Compact Phaser, усилители Hiwatt DR103 и Sound City Сabs, струны Ernie Ball Extra Super Slinky.

## Дискография
| - Teaser (1975) - Private Eyes (1976) - From the Archives, Vol. 1 (1996) - The Bottom Shelf (1997) - From the Archives, Vol. 2 (1998) - Snapshot (1999) - Naked (2000) - Naked II (2002) - After Hours: The Glen Holly Jams - Volume 1 (2004) - Whips and Roses (2006) - Whips and Roses II (2006) - Whirlwind (2013) Zephyr: - Zephyr (1969) - Going Back to Colorado (1971) - Live at Art's Bar and Grill May 2, 1973 (1997) Energy - The Energy Radio Broadcasts (1998) (записан в 1972 году) - Energy (1999) (записан в 1972 году) - Tommy Bolin & Energy, Live in Boulder / Sioux City 1972 (2003) (записан в 1972 году) - Energy II (2021) | James Gang: - Bang (1973) - Miami (1974) Billy Cobham: - Spectrum (1973) - Rudiments: The Billy Cobham Anthology (2004) - Love Child. The Spectrum Sessions (2002) Alphonse Mouzon: - Mind Transplant (1975) - Tommy Bolin & Alphonse Mouzon Fusion Jam (Rehearsals 1974) (1999) Moxy - Moxy (1975) Deep Purple: - Come Taste the Band (1975) - Last Concert in Japan (1977) - King Biscuit Flower Hour Presents: Deep Purple in Concert (1995) - Days May Come and Days May Go (The California Rehearsals Volume 1) (2000) - 1420 Beachwood Drive (The California Rehearsals Volume 2) (2000) - Deep Purple: Extended Versions (2000) - This Time Around: Live in Tokyo (2001) - Live at Long Beach 1976 (2009) - Phoenix Rising (2011) |